# Jarosław Grzędowicz
Jarosław Grzędowicz (ur. 3 maja 1965 we Wrocławiu) – polski pisarz specjalizujący się w fantastyce, redaktor i tłumacz komiksów. W latach 1993–2001 redaktor naczelny „Fenixa”.

## Życiorys
Debiutował w 1982 roku opowiadaniem Azyl dla starych pilotów, zamieszczonym w łódzkim tygodniku „Odgłosy”. W tym samym roku w tym samym periodyku zamieścił utwór Twierdza Trzech Studni, który uważa się za pierwszy polski tekst fantasy.
Wraz z Feliksem Kresem, Jackiem Piekarą i innymi pisarzami fantastyki współtworzył grupę literacką Klub Tfurców.
W 1990 razem z Rafałem A. Ziemkiewiczem, Andrzejem Łaskim, Krzysztofem Sokołowskim i Dariuszem Zientalakiem założył magazyn literacki „Fenix”. Przez pierwsze trzy lata był tam redaktorem dzialu prozy. Od roku 1993 aż do ostatniego numeru czasopisma w 2001 był jego redaktorem naczelnym. W tym czasie jego aktywność pisarska zmalała; według Macieja Parowskiego "musiał stracić magazyn, by wybuchnąć pisarsko".
W roku 2003 ukazał się zbiór jego opowiadań grozy Księga jesiennych demonów (Fabryka Słów), w 2005 pierwszy tom powieści Pan Lodowego Ogrodu (Fabryka Słów) (t. II: 2007, t. III: 2009, t. IV, ostatni: 2012), a w 2006 powieść Popiół i kurz. Opowieść ze świata Pomiędzy (Fabryka Słów), która jest kontynuacją opowiadania Obol dla Lilith.
Był felietonistą w „Gazecie Polskiej”. Zajmuje się też tłumaczeniem komiksów. Jego opowiadania publikowane były w „Nowej Fantastyce”, „Feniksie”, oraz wielu antologiach science fiction.
Należy do Stowarzyszenia Pisarzy Polskich.

## Twórczość
W 2012 Magdalena Kubasiewicz napisała, że do utworów Grzędowicza, którego uznała już wtedy za jednego z najpopularniejszych polskich autorów fantastyki, "przyciągają przede wszystkim charakterystyczny styl, melancholijny, ponury klimat i oryginalne pomysły".
Według Anity Całek, piszącej w 2017, "niezrozumiałe jest pomijanie twórczości Grzędowicza w badaniach nad polską literaturą fantastyczną". Według niej wskazuje to na brak dojrzałości intelektualnej polskich krytyków i badaczy literatury, którzy dalej uważają fantastykę za literaturę podrzędną.
Maciej Parowski w 2019 opisał Grzędowicza jako "zwolennika fantastyki gatunkowej, przeciwnika eksperymentów literackich", pisząc także, że jego najlepsze pozycje pochodzą z jego drugiego okresu twórczości, po zamknięciu magazynu „Fenix”.

## Nagrody

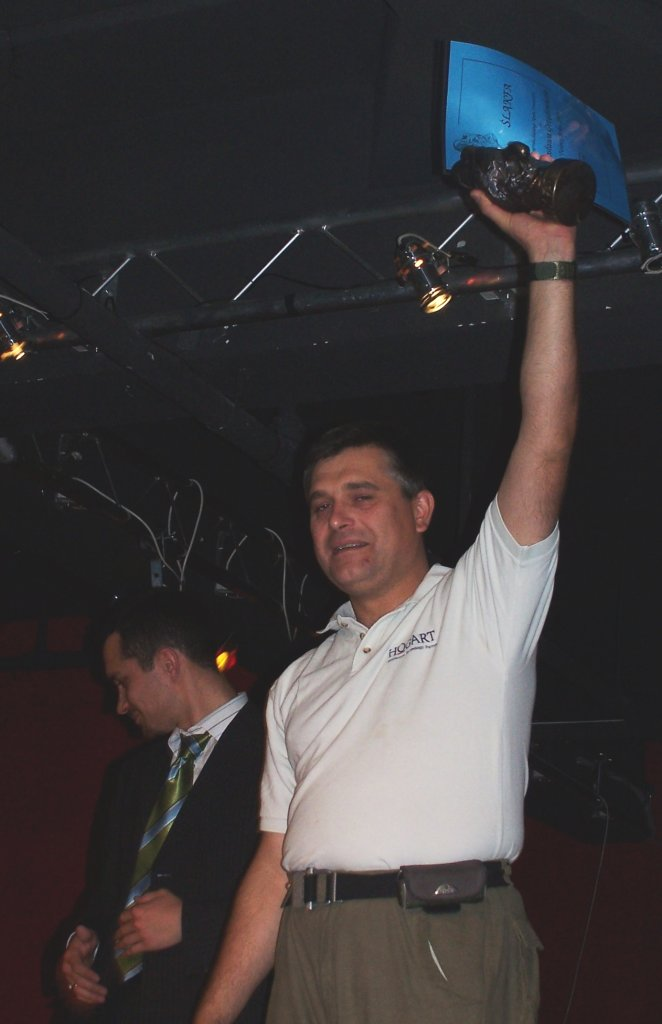
Jarosław Grzędowicz ze „Śląkfą”

Opublikowane na przełomie lat 1997/1998 w Internecie w e-zinie Farenheit opowiadanie Klub absolutnej karty kredytowej było nominowane do Nagrody Elektrybałta, a po publikacji w Wizjach alternatywnych 2002 także nominację do nagrody Sfinksa.
Pisarza uhonorowano kilkukrotnie nagrodą literacką Sfinks. Najpierw za opowiadanie Buran wieje z tamtej strony w roku 2005, a następnie dwukrotnie kategorii Polska Powieść Roku: za książkę Pan Lodowego Ogrodu, t.1 (Fabryka Słów) w 2006 i t. 3 tej książki w 2010.
W 2006 został laureatem przyznawanej przez Śląski Klub Fantastyki nagrody Śląkfa w kategorii Twórca Roku 2005.
W tym samym roku otrzymał nagrodę im. Janusza A. Zajdla za rok 2005 w obydwu kategoriach, w których jest przyznawana: za pierwszy tom powieści Pan Lodowego Ogrodu (Fabryka Słów) oraz za opowiadanie Wilcza zamieć ze zbioru Deszcze niespokojne (Fabryka Słów). Był to pierwszy w historii przypadek przyznania tej nagrody jednemu twórcy w obu kategoriach jednocześnie. 
Również w tym roku redakcja Fahrenheita przyznała autorowi swoją nagrodę w kategorii Dzieło Roku 2005 także za Pana Lodowego Ogrodu, t.1 .
W roku 2007 otrzymał nagrodę im. Janusza A. Zajdla za rok 2006 w kategorii powieść – Popiół i kurz (Fabryka Słów).
W 2018 roku jego książka Hel 3 (Fabryka Słów) zdobyła tytuł Książki Roku 2017 lubimyczytać.pl w kategorii Science Fiction.

## Życie prywatne
Dwukrotnie żonaty, jego drugą żoną była Maja Lidia Kossakowska (1972–2022).

### Powieści
- Pan Lodowego Ogrodu. Tom 1, Fabryka Słów, czerwiec 2005 (Reedycja 2009, 2012)
- Popiół i kurz. Opowieść ze świata Pomiędzy, Fabryka Słów, lipiec 2006 (Reedycja 2008, 2010, 2012, 2015)
- Pan Lodowego Ogrodu. Tom 2, Fabryka Słów, listopad 2007 (Reedycja 2012)
- Pan Lodowego Ogrodu. Tom 3, Fabryka Słów, listopad 2009 (Reedycja 2012)
- Pan Lodowego Ogrodu. Tom 4, Fabryka Słów, listopad 2012
- Hel-3, Fabryka Słów, luty 2017

### Zbiory krótkich form
- Księga jesiennych demonów, Fabryka Słów, październik 2003 (Reedycja 2007, 2010, 2014)

- Wypychacz zwierząt, Fabryka Słów, czerwiec 2008 (Reedycja 2013)

- Azyl, Fabryka Słów, listopad 2017

### Pozostałe opowiadania
- Obol dla Lilith (antologia Demony, Fabryka Słów 2004)